# Kamp Neubrandenburg
 Kamp Neubrandenburg  (Oflag 67) was tijdens de Tweede Wereldoorlog een krijgsgevangenenkamp op het voormalige landgoed Fünfeichen in Mecklenburg, Duitsland. Het kamp lag bij Neubrandenburg, zo'n 140 km ten noorden van Berlijn.
Fünfeichen was tot 1938 in bezit van de Olga von Maltzahn, een telg uit de Duitse oeradel.

## 1939
Het kamp was in 1939 opgericht als Oflag II A Neubrandenburg en werd in 1940 uitgebreid met Oklag II E Neubrandenburg om officieren onder te brengen. Later werd het nog meer uitgebreid en vanaf 1944 Oflag 671 Neubrandenburg genoemd. Het bestond uit houten barakken. Om het kamp was een muur met geschutstorens.
De eerste gevangenen waren Polen, die op 12 september 1939 binnengebracht werden. In de loop van de oorlog werden gevangenen van tien verschillende nationaliteiten ondergebracht.

## 1940
Al in mei 1940 werden 2500 Belgische en Nederlandse krijgsgevangenen in Maastricht verzameld en te voet via Sittard naar Heinsberg gebracht. Daar moesten ze in goederenwagons stappen. Achttien uur later waren ze in een transitkamp in Hemer. Op 17 mei, de dag van de capitulatie, werden ze naar Neubrandenburg afgevoerd. 

Bij aankomst kregen de gevangenen een nummer. Ze werden in barakken ondergebracht, 42 mannen per barak. Er waren 14 stapelbedden.
Eind mei werd een verzoek van de gevangenen ingewilligd en kwam er een Duitse priester een mis opdragen. Ruim 3000 Nederlandse gevangenen woonden de mis bij. Het altaar was gemaakt van aardappelkisten.
In juni mochten de Nederlanders per trein terug naar Nederland. Twee dagen later arriveerden ze per trein in Arnhem, waar ze onderdak kregen bij de bevolking. Daarna moesten de beroepsmilitairen zich in Den Haag melden. Na een kort verlof werden de meesten ingezet voor de Opbouwdienst.

## 1941
In 1941 werden aan de zuidkant van het kamp de barakken speciaal voor de Russische gevangenen gebruikt.

## 1944
Toen de Russen steeds dichter bij Stalag 371 (Kamp Stanislau) kwamen werd besloten de gevangenen over te plaatsen naar Neubrandenburg. Tussen 10 en 12 januari werd Stanislau geheel ontruimd. De 2000 gevangenen werden verdeeld over drie veewagons en overgebracht naar Neubrandenburg.
Tijdens het transport van 11 januari slaagden ze erin met een achterovergedrukt ijzerzaagje van Geert Bijl de Vroe een gat te zagen in de wagon, waarna veel mannen naar buiten konden springen. Hierbij waren Hans Bentinck, Frans Brackel, Leen Kranenburg en Geert Bijl de Vroe. Aan het einde van de reis bleken 150 gevangenen vermist te worden.
In de buurt van Halytsj brak Edward van Hootegem zijn wagon open en slaagde erin met vijf gevangenen naar buiten te springen: Jan Eggink, Kees Harteveld, Harm Lieneman, Piet de Ruijter, Gerrit Boxman. Boxman viel op zijn hoofd en kon niet verder, en van Eggink werd niets meer gehoord. De andere vier bereikten Engeland. Later zou blijken dat Boxman en Eggink gearresteerd waren, teruggevoerd naar het kamp en van daaruit naar Mauthausen werden vervoerd, waar zij zijn omgebracht. De andere vier werden door Oekraïense partizanen geholpen.
Vele anderen die probeerden te ontsnappen waren minder fortuinlijk.
Rond 9 september 1944 kwam er een nieuwe groep van Nederlandse krijgsgevangenen binnen. Via Arnhem en Dresden (Stalag IV B Mühlberg). Dit waren Nederlandse officieren, die alsnog door de Duitsers waren geïnterneerd.

## 1945
Op 28 april 1945 werden de gevangenen van Neubrandenburg ten slotte bevrijd door het Rode Leger. Hauptmann Menzel droeg het kamp over de Russische commandant.
De Russen waren eerst voornemens de Nederlandse krijgsgevangenen via Odessa te repatriëren. Dit is voorkomen door tussenkomst van het Rode Kruis en de Amerikanen.

Van april 1945 - oktober 1948 gebruikten de Russen het kamp voor geïnterneerden van de NKVD. In die periode werden ongeveer 15.000 personen geïnterneerd. Daaronder bevonden zich mensen die het naziregime voluit hadden ondersteund, maar ook mensen die valselijk werden beschuldigd van nazisympathieën en steun aan het bewind. Deze slachtoffers van 'grudge-informers'  hadden het vaak zwaar te verduren en behoorden ook wel tot de omgekomenen uit de naoorlogse periode. Tussen juli en september 1948 werden 5181 personen in vrijheid gesteld. De resterende 2800 werden naar andere kampen overgebracht. In november 1948 werd Kamp Neubrandburg gesloten.

## Slachtoffers
- Naar schatting hebben 6000 Russen en 500 krijgsgevangenen met andere nationaliteiten tijdens de oorlog het kamp niet overleefd.
- In de naoorlogse periode hebben ongeveer 4.900 personen het NKVD-kamp niet overleefd. In 1991 werden enkele massagraven ontdekt

## Monument
Het hele kampgebied is sinds 1993 een monument. In 1999 werden 59 bronzen plaquettes onthuld met 5169 namen van slachtoffers.

## Gevangenen
In totaal heeft het kamp ruim 55.000 gevangenen geïnterneerd.
Onder meer:
- Johannes Adolf Bentinck
- Nico Berghuijs
- Jef Engelen
- Adrianus van Es
- Willem Frederik Karel Gouwe
- Edward van Hootegem
- Cornelis Gerardus Lems
- Hendrik Jan van der Molen
- Hans Rookmaaker
- Bert Veldkamp
- Flip Winckel
- Gabe de Vries
- Pieter Teunis Wolswijk
- Klaas Huizing